# Yxlöbron
Yxlöbron är bron över Yxlö kanal som sammanbinder Herrö och Yxlö. Bron är en del av Muskövägen.